# Gwiazda rozbłyskowa
Gwiazda rozbłyskowa – termin określający gwiazdę zmienną, która gwałtownie i nieprzewidzianie zwiększa swoją jasność w ciągu kilku minut lub godzin. Wzrost jasności następuje w całym widmie – od promieniowania rentgenowskiego do radiowego.
Gwiazdami rozbłyskowymi są ciemne czerwone karły, choć ostatnie badania wykazują, że mogą nimi być również brązowe karły.
Pierwsze gwiazdy rozbłyskowe (V1396 Cygni i AT Microscopii) zostały odkryte w 1924 roku. Jednak najbardziej znana gwiazda rozbłyskowa (UV Ceti) została odkryta w 1948 roku i obecnie gwiazdy tego rodzaju są czasem nazywane gwiazdami zmiennymi typu UV Ceti.
Zjawisko rozbłysków wśród tych gwiazd jest podobne do rozbłysków słonecznych.